# 第十一国立銀行
第十一国立銀行（だいじゅういちこくりつぎんこう）は、明治期に愛知県名古屋で設立された銀行。
1877年（明治10年）に、名古屋区長吉田禄在の呼びかけで、尾張藩御用達商人であった「いとう呉服店」（現松坂屋）の伊藤次郎左衛門祐昌らによって茶屋町に設立。資本金は10万円。初代頭取には伊藤次郎左衛門が就任。当時の国立銀行は旧士族の金禄公債を資本とする例が多かったが、当行は商人資本の銀行であった。国立銀行としての20年間の営業満期を前に第百三十四国立銀行と統合するような形で、愛知銀行（東海銀行の前身の一つ）が設立され、歴史の幕を閉じた。

## 沿革
- 1877年（明治10年）4月20日：設立[1]。頭取に松坂屋創業家の伊藤祐昌。
- 1877年（明治10年）5月26日：開業免状下付[1]
- 1877年（明治10年）7月18日：開業[1]
- 1891年（明治24年）4月:営業所を創立以来の茶屋町から上長者町に移す[1]
- 1896年（明治29年）4月20日:愛知銀行が開業し実質営業譲渡を行う[5]
- 1897年（明治30年）4月1日：国立銀行営業満期前特別処分法に基づき私立銀行十一銀行に改称[4]
- 1897年（明治30年）7月1日：本店を愛知銀行本店内に移転[4]
- 1903年（明治36年）1月11日：解散[4]